# 979 Ilsewa
979 Ilsewa este un asteroid din centura principală, descoperit pe 29 iunie 1922, de Karl Reinmuth.